# Chiroteuthis spoeli
Chiroteuthis spoeli Salcedo-Vargas, 1996  è una specie di calamaro appartenente alla famiglia Chiroteuthidae, descritta per la prima volta nel 1996 da Mario Alejandro Salcedo-Vargas. Questo cefalopode è stato identificato durante le spedizioni del Netherlands Indian Ocean Programme (NIOP) nel 1992-1993 nell'Oceano Indiano occidentale.

## Descrizione
Chiroteuthis spoeli presenta membrane protettive sul tentacolo suddivise in tre parti di dimensioni simili. Le ventose delle braccia sono globulari e dotate di denticoli larghi e troncati. Le ventose dei tentacoli possiedono 7-8 denticoli triangolari e appuntiti nella metà distale dell'anello, senza un denticolo centrale ingrandito.

## Distribuzione e habitat
La specie è distribuita nelle regioni tropicali e temperate degli oceani Atlantico, Pacifico e Indiano. Gli esemplari adulti mostrano una distribuzione verticale variabile: durante il giorno si trovano generalmente tra 700 e 800 metri di profondità, mentre di notte possono risalire fino ai primi 200 metri della colonna d'acqua.

## Biologia
Le paralarve di Chiroteuthis spoeli, note come doratopsidi, sono state osservate nelle acque hawaiane. In queste fasi giovanili, l'esofago si trova in una posizione dorsale all'interno del pilastro brachiale, una caratteristica distintiva rispetto ad altre specie del genere. Le paralarve possono raggiungere una lunghezza massima di circa 90 mm, mentre il più piccolo subadulto conosciuto misura 65 mm, indicando una notevole variazione nella dimensione al momento della «metamorfosi».

## Tassonomia
La specie è stata descritta in dettaglio da Salcedo-Vargas nel 1996, che ha evidenziato differenze morfologiche rispetto ad altre specie del genere Chiroteuthis, in particolare nella morfologia delle ventose delle braccia e dei tentacoli.